# Fucking forelsket
Fucking forelsket er en ungdomsroman skrevet af Nils Schou og udgivet af forlaget Apostrof i 2003. Cool Love er en bog udgivet i 2005 af Apostrof som en fortsættelse til Fucking forelsket.

## Handling
Bogen handler om en dreng der hedder Andreas, og er 15 år gammel, der skriver dagbog til sin døde mor, om sit nye liv med hvordan de flyttede rundt og hans far Bjarne kun er i deres køkken, og at han skal passe sin lillebror Filip. 
Pludselig kommer der en pige ind i hans liv, som gør hele livet endnu mere besværligt, end det var i forvejen. Han mødte hende første gang ved skolens cykelskur, hvor hun var punkteret og han hjalp med at lappe cyklen. Men Andreas har et problem for Monika, som pigen hedder, har en kæreste i forvejen, ved navn Tom P. En aften da en af pigerne fra klassen holdt fest, er både Monika, Andreas og Tom P. med. Andreas havde taget solbriller på, så han kunne sidde og kigge på Monika så længe og meget han ville, uden nogen andre kunne se det.  
| Bog | Spire Denne artikel om bøger og tidsskrifter er en spire som bør udbygges. Du er velkommen til at hjælpe Wikipedia ved at udvide den. |